# Housleyite
L'housleyite (simbolo IMA: Hou) è un minerale appartenente alla famiglia degli "ossidi e idrossidi" con composizione chimica Pb6CuTe4O18(OH)2.

## Etimologia e storia
L'housleyite prende il nome dal dottor Bob Housley, di Pasadena (California), in riconoscimento del suo contributo alla mineralogia della località tipo, la Otto Mountain. Bob Housley esplorò l'intero Otto, vicino a Baker e riscoprì le miniere dimenticate su di essa e ne studiò la storia, portando alla scoperta dei minerali contenenti tellurio e delle specie minerali correlate.

## Classificazione
La nona edizione della sistematica dei minerali di Strunz, aggiornata dall'Associazione Mineralogica Internazionale (IMA) fino al 2009, non elenca l'housleyite, poiché essa è stata approvata dall'IMA quello stesso anno senza poter essere inserita per tempo nella nona edizione.
La si può trovare nell'edizione successiva, proseguita dal database "mindat.org" e chiamata Classificazione Strunz-mindat, dove l'housleyite è elencata nella classe "4. Ossidi (idrossidi, V[5,6] vanadati, arseniti, antimoniti, bismutiti, solfiti, seleniti, telluriti, iodati)" e nella sottoclasse "4.F Idrossidi (senza V od U)"; questa viene ulteriormente suddivisa in base alla struttura del minerale e alla presenza di ioni idrossido e di acqua cristallina, in modo da trovare l'housleyite nella sezione "4.FD Idrossidi con OH, senza H2O; catene di ottaedri che condividono uno spigolo", dove l'housleyite insieme a khinite-3T e khinite forma il sistema nº 4.FD.30.
Anche nella Sistematica dei lapis (Lapis-Systematik) di Stefan Weiß l'housleyite si trova nella classe degli "ossidi" e da lì nella sottoclasse dei "sulfiti, seleniti, telluriti"; qui il minerale forma il sistema nº IV/K.20 nel quale è l'unico membro.
L'ottava edizione della classificazione dei minerali secondo Dana elenca l'housleyite nella classe dei "selenati e tellurati" e nella sottoclasse dei "selenati e tellurati con A+(B2+)mXO4Zq" dove forma il sistema nº 33.1.7.

## Abito cristallino
L'housleyite cristallizza nel sistema monoclino nel gruppo spaziale P21/n con i parametri reticolari a = 7,8552(5) Å, b = 10,4836(7) Å, c = 11,0426(8) Å e β = 95,547(2)°, oltre a 2 unità di formula per cella unitaria.

## Origine e giacitura
L'housleyite si forma in durante fase secondaria sulle superfici di frattura e in piccole cavità nelle vene di quarzo; la genesi avviene durante l'ossidazione parziale di solfuri primari e tellururi durante o in seguito alla brecciatura delle vene di quarzo. I minerali di accompagnamento sono acantite, cerussite, oro, iodargirite, khinite-4O, wulfenite, markcooperite, ottoite e thorneite.
L'housleyite è un minerale raro ed è stato trovato solo in pochi siti. Oltre alle sue due località tipo, la miniera "Aga" e il cumulo "Bird Nest" nei pressi della Otto Mountain (contea di San Bernardino, California), il minerale è stato trovato anche nelle miniere "Emerald" ed "Empire", situate nella contea di Cochise (Arizona).

## Forma in cui si presenta in natura
L'housleyite forma cristalli da prismatici a lamellari di dimensioni fino a 0,15 mm; in genere sono aggregati simili a papillon, palline druse e spruzzi irregolari. Il minerale, che ha lucentezza adamantina, ha colore che va dal blu verdastro pallido al blu verdastro di tonalità media, mentre lo striscio dell'housleyite è blu pallido.